# Polizeiruf 110: Funkensommer
Funkensommer ist ein Fernsehfilm aus der Krimireihe Polizeiruf 110. Der vom Bayerischen Rundfunk produzierte Beitrag ist die 414. Episode der Reihe und wurde am 26. Mai 2024 im Ersten ausgestrahlt. Die Münchner Ermittlerin Cris Blohm ermittelt in ihrem zweiten Fall.

## Handlung
Mitten in der Nacht brennt in München ein leerstehendes Verwaltungsgebäude nieder. In den Trümmern findet die Feuerwehr bei den Aufräumarbeiten eine verkohlte Frauenleiche. Die Identität der verstorbenen Frau kann jedoch zunächst nicht ermittelt werden. Die Ermittlungen in diesem Fall führen Kriminalhauptkommissarin Cris Blohm und ihren Kollegen Kriminalkommissar Dennis Eden in die elitäre Welt des Autoverleihkonzerns Hechtle und damit auch zu einer der angesehensten und einflussreichsten Familien in München. Blohm und Eden suchen Georg Hechtle, den Seniorchef, in seinem Büro auf und konfrontieren ihn mit der Sachlage. Hechtle erzählt ihnen nur, dass er von Anbeginn gegen irgendeine Art von Brandstiftung gewesen sei. Blohm und Eden können seine Äußerungen zu dem Geschehen nicht einordnen. Da sie später von der Tochter Gioia Hechtle erfahren, dass Georg inzwischen an Demenz erkrankt ist, messen sie seinen Äußerungen jedoch erstmal keinerlei weitere Bedeutung zu. 
Bei der verstorbenen Frau handelte es sich um Valentina Martinez, eine Reinigungskraft aus Kolumbien, die ohne Aufenthaltserlaubnis in Deutschland arbeitete. An dem Tattag vergaß sie ihre MVV-Fahrkarte, weshalb Herr Busch, Sicherheitsfachkraft, der auf sie stand, sie nach seiner Schicht heimfahren wollte. Sie wartete in einem leerstehenden Büro, als das Feuer in den unteren Stockwerken ausbrach, ging diesem entgegen und wurde von den Flammen überrascht.
Herr Busch wusste im Vorfeld von einer Brandstiftung und bekam Schweigegeld. Als er im Rahmen der Ermittlungen das gestehen wollte, wurde er in seinem Reihenhaus erschlagen. Als Polizisten bei ihm klingeln, weil er für die Zeugenaussage nicht erschienen ist, fliegt dessen Reihenhaus bei einer Gasexplosion in die Luft. 
Hanno Senoner, Brandermittler bei der Polizei, hat die Brände im Auftrag der Firma Hechtle gelegt, um eine Abrissgenehmigung des Verwaltungsgebäudes zu beschleunigen. Dieser fängt mit der Kommissarin Cris Blohm eine Affäre an, um Details über die Ermittlungen zu erfahren. Bei einem Zusammentreffen der beiden mit Gioia Hechtle bemerkt Blohm, dass Hechtle und Senoner sich bereits seit längerer Zeit kennen. Auf einer Wanderung von Blohm mit Senoner konfrontiert sie ihn mit ihrer Erkenntnis, wodurch bei einer folgenden Rangelei Senoner einen Fels herabstürzt und dabei stirbt.

## Hintergrund
Der Film wurde vom 24. Mai 2023 bis zum 27. Juni 2023 in München und Umgebung gedreht.

## Rezeption

### Kritiken
„Die Putzkraft liest Flaubert im Film, warum, denkt man sich, hat das einen tieferen Sinn? Man erinnert sich an eine Zeile von ihm: ‚Das Wahre gibt es nicht. Es gibt nur verschiedene Arten des Sehens.‘“

### Einschaltquoten
Die Erstausstrahlung von Funkensommer am 26. Mai 2024 wurde in Deutschland von 6,80 Millionen Zuschauern gesehen und erreichte dabei einen Marktanteil von 26,4 % für Das Erste.